# Krukum
Krukum ist ein Ortsteil der Stadt Melle im Landkreis Osnabrück in Niedersachsen. Der Ort bildete bis 1970 eine Gemeinde im damaligen Landkreis Melle und gehört heute zum Meller Stadtteil Riemsloh.

## Geographie
Zum Ortsteil Krukum gehört die nördliche Hälfte des Ortes Riemsloh; dies ist der Teil von Riemsloh, der nördlich des Straßenzuges Alt Riemsloh – Herforder Straße liegt. Die Südhälfte von Riemsloh liegt im Ortsteil Döhren. Dieses Kuriosum ist dadurch bedingt, dass das alte Kirchdorf Riemsloh vor 1970 nie eine eigene Bauerschaft oder politische Gemeinde bildete, sondern sich beiderseits der Grenze zwischen den Bauerschaften Döhren und Krukum entwickelte. Am nördlichen Rand des Ortsteils verläuft die Else und im Osten des Ortsteils erstreckt sich das Landschaftsschutzgebiet Riemsloher Wald mit der     Hünenburg.

## Geschichte
Krukum gehörte bis zu den Napoleonischen Kriegen zum Amt Grönenberg des Hochstifts Osnabrück. Von 1807 bis 1810 gehörte Krukum zum Kanton Neuenkirchen des napoleonischen Satellitenstaats Königreich Westphalen. Von 1811 bis 1813 gehörte der Ort unmittelbar zu Frankreich und dort zur Mairie Riemsloh im Arrondissement Osnabrück des Departements der Oberen Ems. 1814 kam Krukum zum Königreich Hannover und bildete dort eine Gemeinde im Amt Grönenberg. 1867 fiel Krukum mit dem gesamten Königreich Hannover an Preußen und seit 1885 gehörte die Gemeinde zum Landkreis Melle. Innerhalb des Landkreises Melle gehörte die Gemeinde zur Samtgemeinde Riemsloh-Hoyel. Am 1. Januar 1970 wurde Krukum in der ersten Phase der Gebietsreform in Niedersachsen Teil der neuen Gemeinde Riemsloh, die alle Mitgliedsgemeinden der aufgelösten Samtgemeinde Riemsloh-Hoyel umfasste. Die Gemeinde Riemsloh wiederum wurde am 1. Juli 1972 Teil der Stadt Melle.

## Einwohnerentwicklung
| Jahr | Einwohner | Quelle |
| ---- | --------- | ------ |
| 1845 | 0784      | [ 2 ]  |
| 1871 | 0837      | [ 3 ]  |
| 1910 | 0830      | [ 4 ]  |
| 1939 | 0810      | [ 5 ]  |
| 1950 | 1271      | [ 6 ]  |
| 1961 | 1151      | [ 6 ]  |

## Bau- und Naturdenkmale
In Krukum sind mehrere Bauwerke denkmalgeschützt:
- Die Kirche St. Johann mit dem ehemaligen Schwesternhaus und der ehemaligen Küsterei
- Ein Heuerhaus am Hasenkampsweg 7
- Ein Vierständerbau an der Krukumer Straße 39
- Das Kriegerdenkmal Alt Riemsloh

## Öffentliche Einrichtungen
Im Ortsteil Krukum ist die Ortsfeuerwehr Riemsloh mit einem eigenen Feuerwehrhaus ansässig.

## Verkehr
Die Anschlussstelle Riemsloh sowie die Raststätte Grönegau der Bundesautobahn 30 liegen auf Krukumer Gebiet.